# バーク尺度
バーク尺度またはバルク尺度（英語: Bark scale）は、1961年にEberhard Zwickerが提案した音響心理学的尺度である。音量の測定を初めて試みたハインリッヒ・バルクハウゼンに因んで名づけられた。
尺度の範囲は1から24で、聴覚の24の臨界帯域 (critical band) に対応している。帯域の境界は順に、20、100、200、300、400、510、630、770、920、1080、1270、1480、1720、2000、2320、2700、3150、3700、4400、5300、6400、7700、9500、12000、15500（Hz）である。
関連するメル尺度の方がバーク尺度よりもよく使われている。
周波数 f (Hz) をバーク尺度に変換するには、以下の式を適用する。
{\displaystyle {\text{Bark}}=13\arctan(0.00076f)+3.5\arctan((f/7500)^{2})\,}
あるいは (traunmuller 1990) 
{\displaystyle {\text{Critical band rate  (bark)}}=[(26.81f)/(1960+f)]-0.53\,}
という式もある。ここで
もし result < 2 なら 0.15×(2－result) を加える。
もし result > 20.1 なら 0.22×(result－20.1) を加える。
{\displaystyle {\text{Critical bandwidth (Hz)}}=52548/(z^{2}-52.56z+690.39)\,} ここで、z はバーク尺度である。